# Cibyra
Cibyra ou Kibyra (Grec ancien: Κίβυρα), parfois désignée sous le nom de Cibyra Magna, est une ancienne cité grecque d'Asie Mineure, dans l'antique Phrygie, près de la ville moderne de Gölhisar, dans la province de Burdur. 
Des fouilles systématiques entreprises en 2006 ont mis au jour de nombreux monuments témoignant de l'importance historique de la ville. Depuis 2016, la Turquie a inclus ce site dans la liste proposée au patrimoine mondial.

## Géographie
Le site est identifié par ses inscriptions épigraphiques.
La plaine de Cibyra est située à quelque 300 m au-dessus du niveau de la mer. Elle est bornée par la partie supérieure du bassin du Xanthe et par la partie centrale du bassin du Dalaman. Strabon précise que la ville est située aux confins de la Carie et de la Pisidie. Pline en donne une brève description.

## Histoire

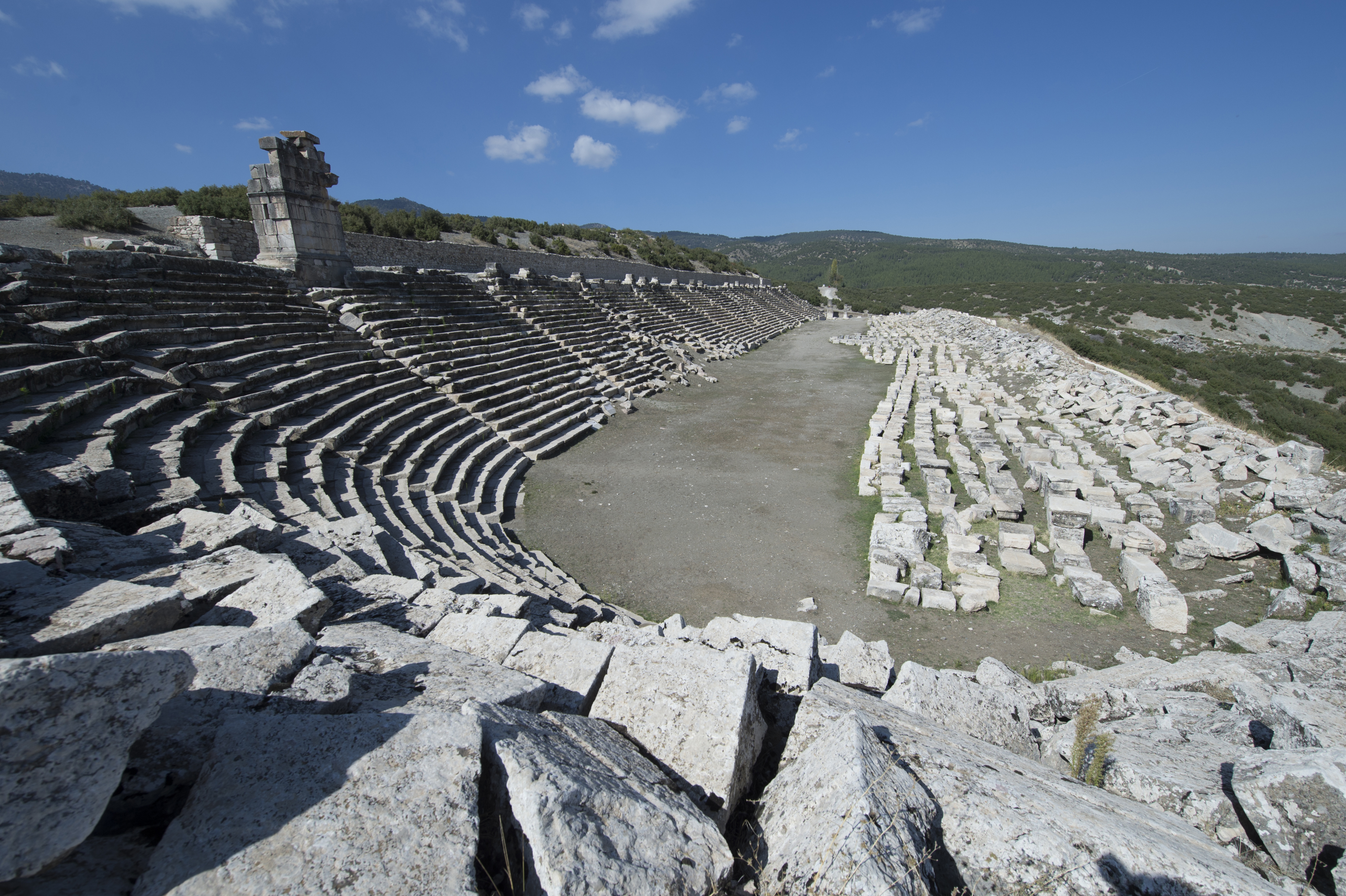
Le stade

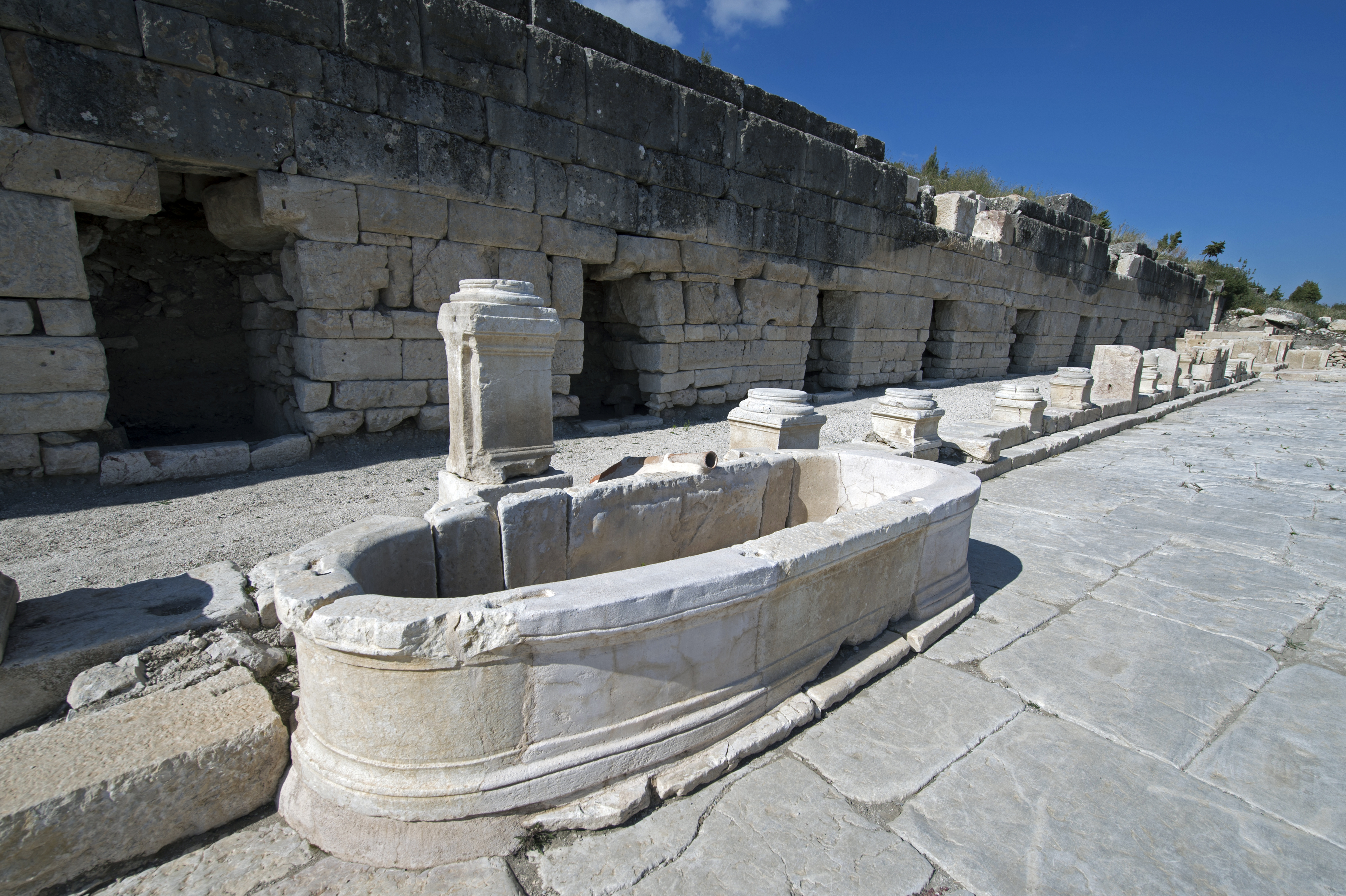
Agora et colonnade

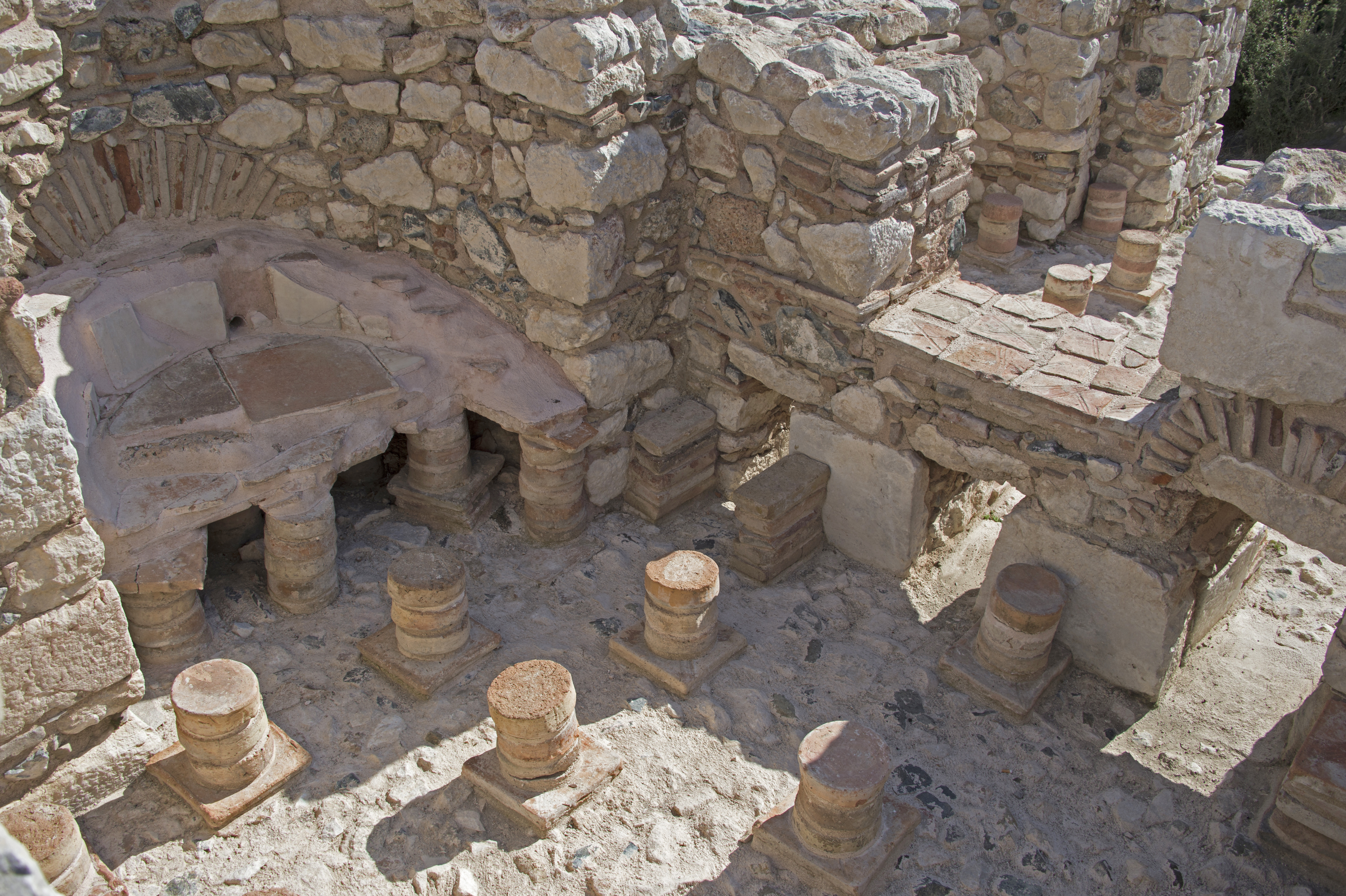
Bain romain de l'est

### Âge du fer
La ville est notamment mentionnée par Polybe, Cicéron, Tacite, Tite-Live et Athénée. Selon Strabon, les habitants de Cibyra (grec ancien : Κιβυρᾶται) affirmaient descendre de Lydiens qui avaient émigré et occupé la région en se fondant avec les Pisidiens voisins. Peu après leur installation, ils se déplacèrent à quelque distance de là, formant une ville prospère et étendue. Des fouilles archéologiques confirment l'existence d'un site original, nommé Uytuptnar, à 18 km de Cibyra, où l'on a trouvé des restes datant de l'âge du fer, aux alentours du IIIe ou IVe siècle avant notre ère.

### Période romaine
Cibyra est mentionnée par Tite-Live dans le récit qu'il fait des opérations militaires menées par Gnaeus Manlius Vulso en 189 avant notre ère lors de la Guerre galatienne. Celui-ci s'est approché de Cibyra depuis la partie supérieure de la vallée du Méandre à travers la Carie. Il exigea de Moagetes I, tyran de Cibyra, 100 talents et 10 000 médimnes de blé. Selon Tite-Live, outre Cibyra, Moagetes contrôlait aussi Syleum et Alimne. À la suite de la Paix d'Apamée en -188, Cibyra est intégrée dans le royaume de Pergame, sous le règne d'Eumène II (197-159). 
Cibyra conclut un traité d'alliance avec Rome (174 av. J.-C.), ainsi que l'atteste une inscription bilingue (grec/latin), découverte lors de fouilles archéologiques en 2011-2013. La ville gagne en puissance au cours du IIe siècle av. J.-C. et est réputée pour le travail de ses forgerons, le traitement du cuir et l'élevage des chevaux. La production de poterie était aussi importante. Son territoire s'étendait entre la Pisidie et la Milyade voisine jusqu'à la Lycie et la Pérée rhodienne. À cette époque, elle établit une union avec trois villes voisines (Bubon, Balbura et Oinoanda) pour former une confédération appelée Tétrapole. Alors que les trois autres villes avaient une voix, Cibyra en avait deux, car elle pouvait fournir une armée de 30 000 hommes d'infanterie et de 2 000 cavaliers.
En -133, Attale III, dernier roi de la dynastie des Attalides, lègue son royaume à la République romaine, qui en fait la province d'Asie. Il n'est pas clair si Cibyra formait partie de la nouvelle province ou si elle avait obtenu son indépendance comme le reste de la Lycie. 
La ville est formellement soumise à Rome en -83, au cours de la Première guerre de Mithridate, par le général romain Lucius Licinius Murena qui dépose le dernier tyran de Cibyra, Moagetes II, fils de Pancrate et dissout la Tétrapole. Balbura et Bubon furent alors rattachées à la Confédération lycienne. Cibyra était le centre d'un district juridique englobant 25 villes, selon Pline l'Ancien. Laodicée du Lycos en était une des principales cités. Vers cette époque, la ville décide d'ériger une statue d'or à la déesse Roma.
En -70, dans le Contre Verrès, Cicéron mentionne deux artistes de Cibyra qui étaient des experts en friponnerie.
Vers -20, le poète Horace mentionne Cibyra comme une importante place commerciale et recommande à un ami : « prends garde de perdre tes rapports de commerce avec Cibyre et avec la Bithynie ». Selon William Smith, cela ne peut pas être dû à sa position géographique vu que la ville n'est ni près de la mer ni sur une route importante, mais il suggère que la ville pourrait avoir exporté du grain de la vallée voisine. Le minerai de fer était abondant dans la région et il offrait la particularité de pouvoir facilement être travaillé avec un outil tranchant.
Strabon, au début du Ier siècle, écrit qu'on parlait depuis toujours quatre langues à Cibyra : le pisidien, le solymien, le grec et le lydien, alors que cette dernière langue ne se parlait déjà plus en Lydie, ce que confirment les traces épigraphiques.
Cibyra ayant été fortement endommagée par un tremblement de terre en 23, Tibère recommanda un sénatus-consulte dispensant la ville de taxes pour trois ans. La plupart des édifices mis au jour furent érigés après ce tremblement de terre. Les empereurs romains subséquents ont aidé à la reconstruction, notamment Claude, en l'honneur de qui les citoyens reconnaissants ont ajouté Caesarea au nom de la ville ainsi que le montre une inscription désignant  Le Conseil et le peuple des Cibyrates césariens (Καισαρεων Κιβυρατων ἡ βουλη και ὁ δημος) et la légende Césarien (Καισαρεων) apparaissant sur certaines pièces de monnaie de Cibyra. Ils ont aussi commencé des jeux et firent débuter une nouvelle ère à partir de l'année 25.
Cibyra a été le site d'un des tout premiers évêchés au début du christianisme.
L'empereur Hadrien, qui voyagea à travers les provinces orientales de l'empire, arriva à Cibyra en 129 et accorda de nombreux privilèges à la ville et à ses citoyens.
Un autre tremblement de terre détruisit la ville en 417. Les derniers résidents abandonnèrent la ville au cours du VIIIe siècle pour aller s'installer à Horzum qui est maintenant connu sous le nom de Gölhisar.

## Restes archéologiques
Les premières fouilles systématiques sur ce site ont débuté en 2006 et sont menées par le département d'archéologie de l'université Mehmet Akif Ersöy à Burdur.
Les ruines de la cité antique couvrent le sommet d'une colline située entre 100 et 130 m au-dessus de la plaine. Les pierres utilisées pour la construction sont du calcaire provenant des environs. 
Un des principaux monuments est l'Odéon, un théâtre fort bien conservé d'un diamètre de 87 m. Depuis les sièges, la vue embrasse la plaine de Cibyra et les montagnes du côté du Milyas. Près du théâtre on peut voir les ruines de plusieurs grands édifices, probablement des temples, certains d'ordre dorique et d'autres d'ordre corinthien. 
Les découvertes de Kibyra, dont une remarquable frise de gladiateurs, sont exposées au musée archéologique de Burdur. Le site est considéré par l'UNESCO pour sa « Valeur universelle exceptionnelle » en raison de la « régularité du plan urbain, la beauté de ses monuments et la maîtrise technique de ses œuvres d'art ». 

### Odéon

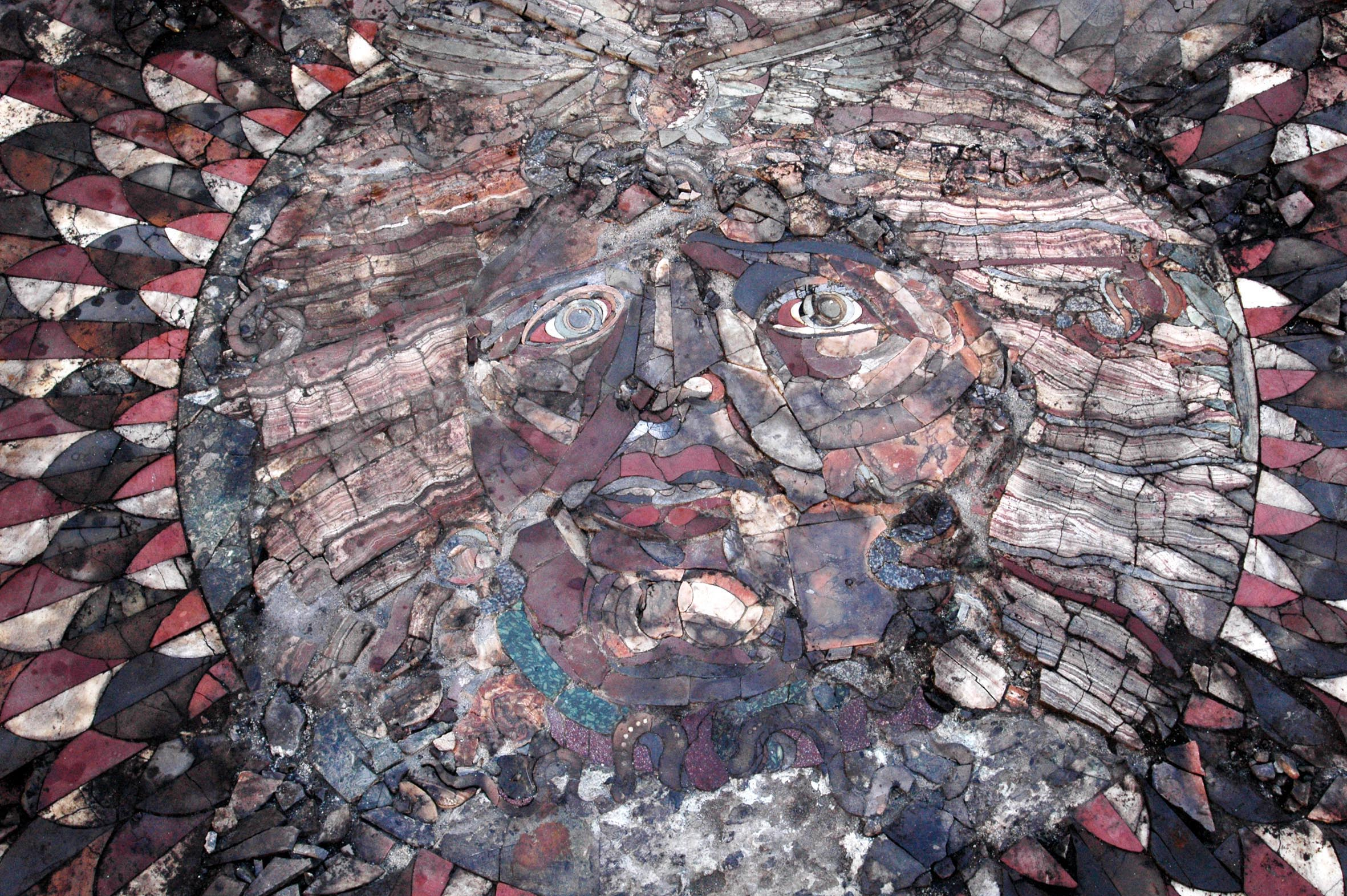
Tête de Méduse en mosaïque au centre de l'orchestre

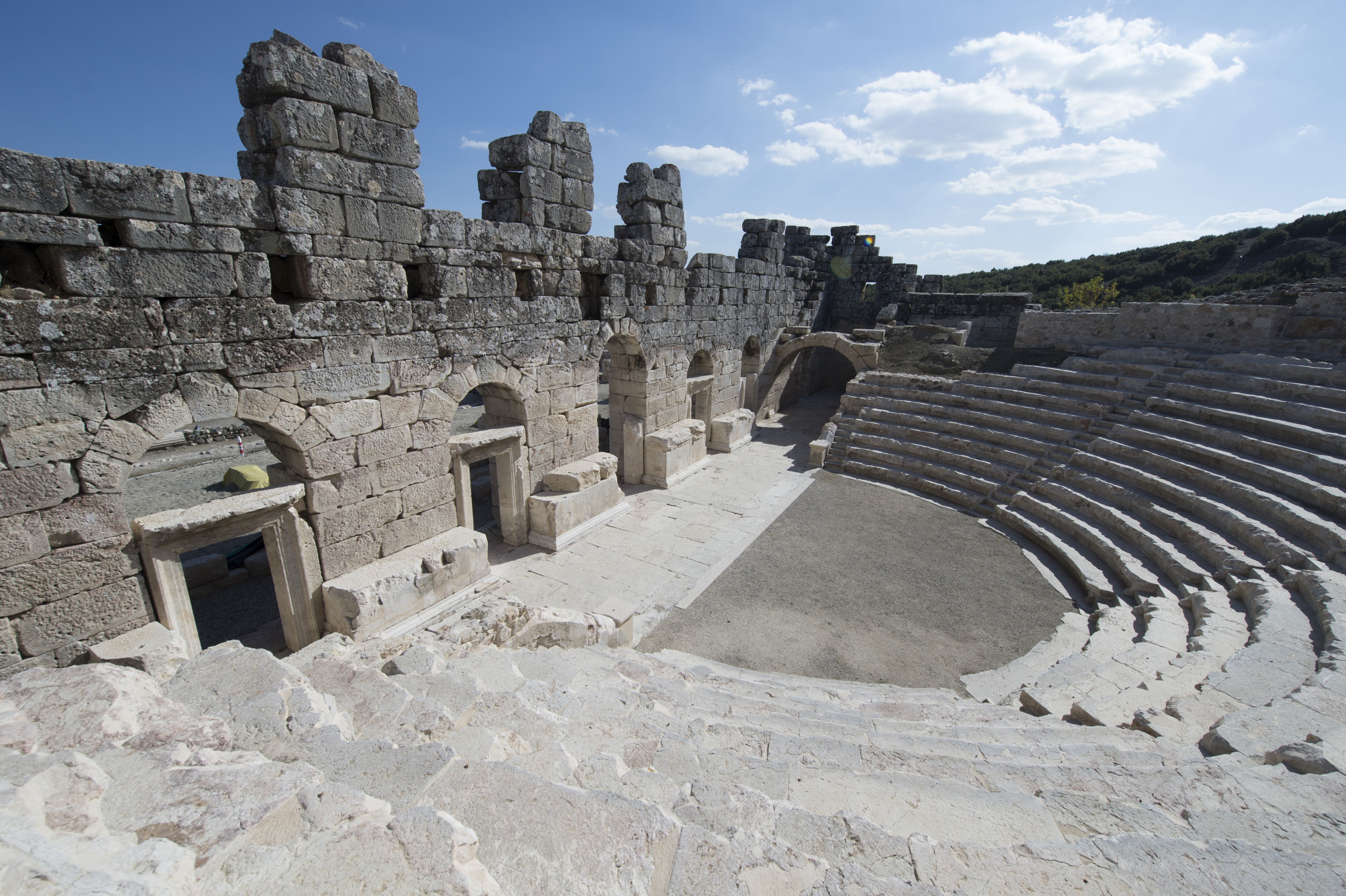
Odéon de Cibyra

L'Odéon ou théâtre de la musique est situé dans le coin densément peuplé du sud-ouest de la colline. Il est remarquable par le carrelage en mosaïque représentant Méduse, une pièce unique par ses dimensions et sa technique. 
D'après une inscription, l'édifice a été érigé dans la seconde moitié du IIe siècle pour servir aux réunions de l'assemblée (Bouleuterion), mais une scène y a été ajoutée par la suite afin d'en faire un théâtre et une salle d'audience pour la tenue d'importants procès en Asie mineure. La façade était revêtue de marbre. Des colonnes de marbre de couleur décoraient la façade de la scène. La scène de l'orchestre mesurait 9,8 x 5,8  m et était recouverte de pièces de marbre finement découpées, de couleurs blanche, rouge, violette et grise, assemblées selon la technique de l'opus sectile, avec en son centre une tête de Méduse.
Le proscenium ou avant-scène faisant face au public était fait de fines plaques de marbre de couleur. En face de l'Odéon, il y avait une stoa ou portique comportant neuf colonnes et un sol en mosaïque avec une inscription établissant la date de construction de 249-254 et les donateurs de la mosaïque comme étant Aurelius Sopatros et les frères Klaudius Theodoros.

### Stade

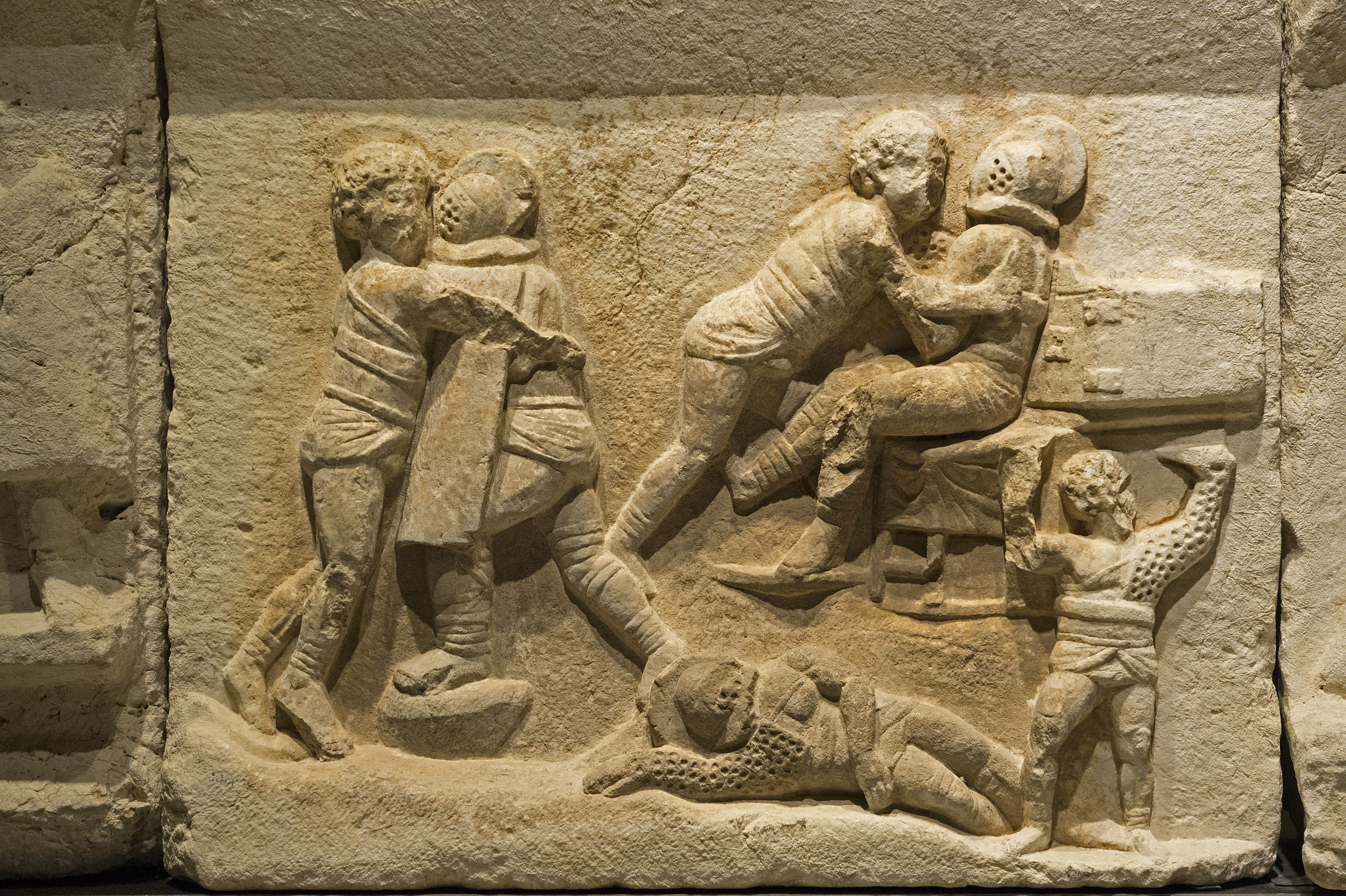
Combat de gladiateurs (Musée de Burdur)

Le stade se trouve à l'extrémité de la crête sur laquelle est érigée la ville. Il mesure 198 m de long et 24 m de large. Il ne servait pas seulement à des courses, mais aussi à des combats de gladiateurs, ainsi que l'attestent les importantes frises représentant des gladiateurs. La colline a été partiellement excavée afin de lui donner la place nécessaire. Sur le côté adossé à la pente de la colline étaient installées 21 rangées de sièges qui suivaient la courbe du stade à son extrémité de façon à former une sorte de théâtre. Cette partie du stade est en excellente condition, mais les sièges sur la colline ont été endommagés par les buissons qui ont poussé entre eux. Les sièges donnent vue sur la plaine de Cibyra. Les sièges sur le côté opposé à la colline étaient faits de blocs de marbre posés sur un mur bas construit en bordure de la terrasse. Près de l'entrée du stade se trouve une allée bordée de sarcophages et de monuments funéraires. Cette allée commence par un arc de triomphe massif de style dorique, maintenant en ruines.

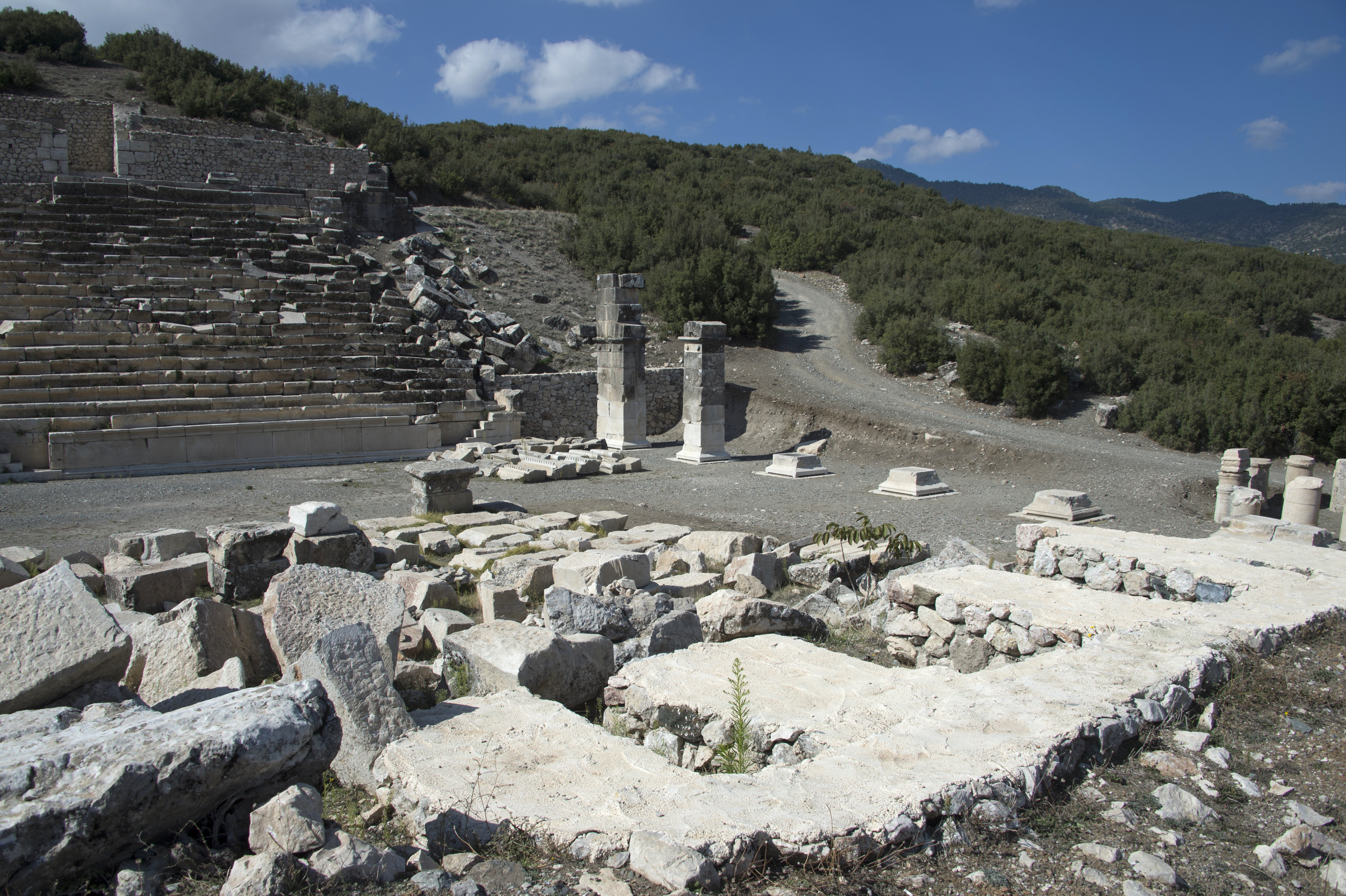
Extrémité du stade.
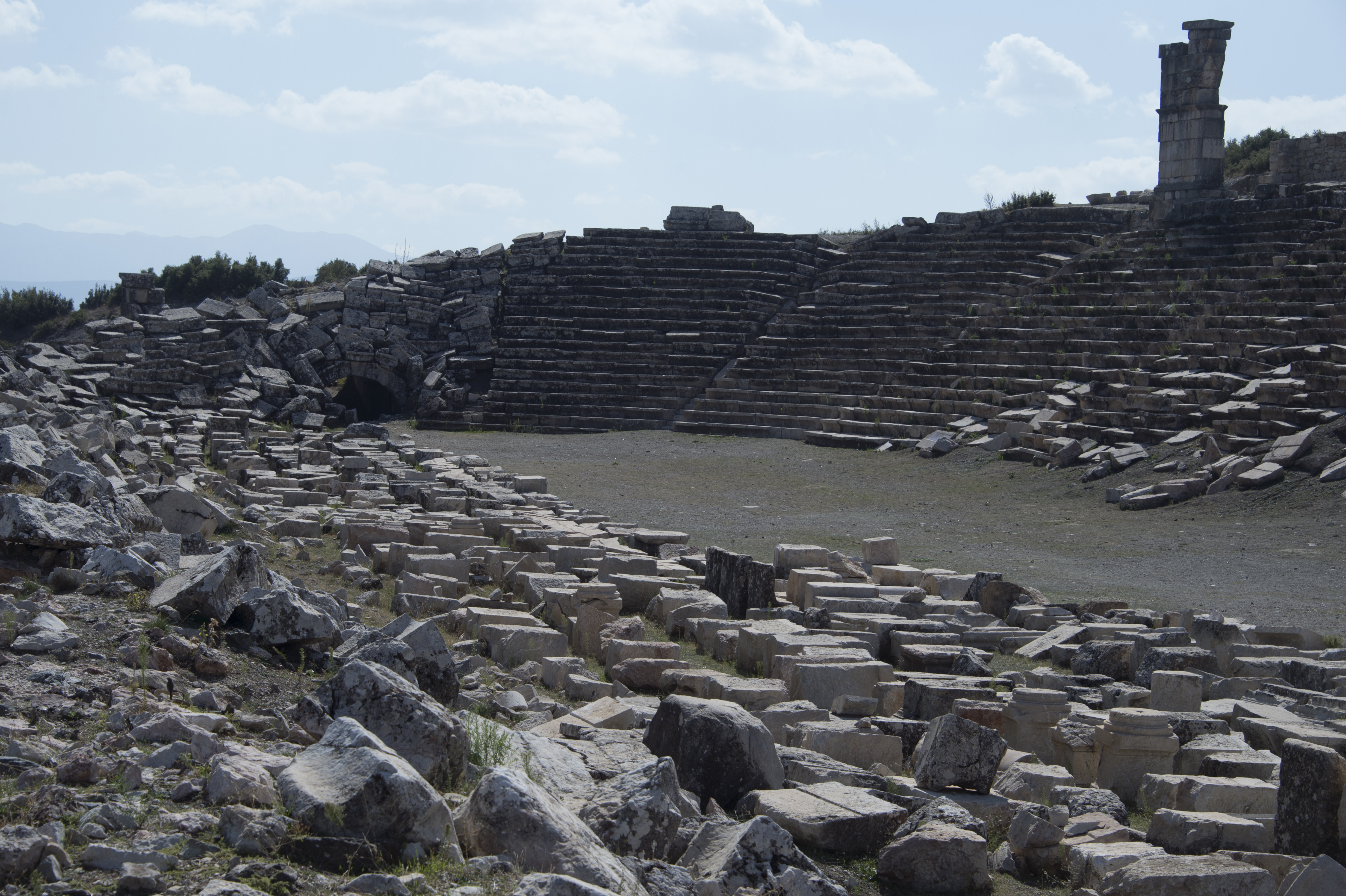
Vue d'ensemble.
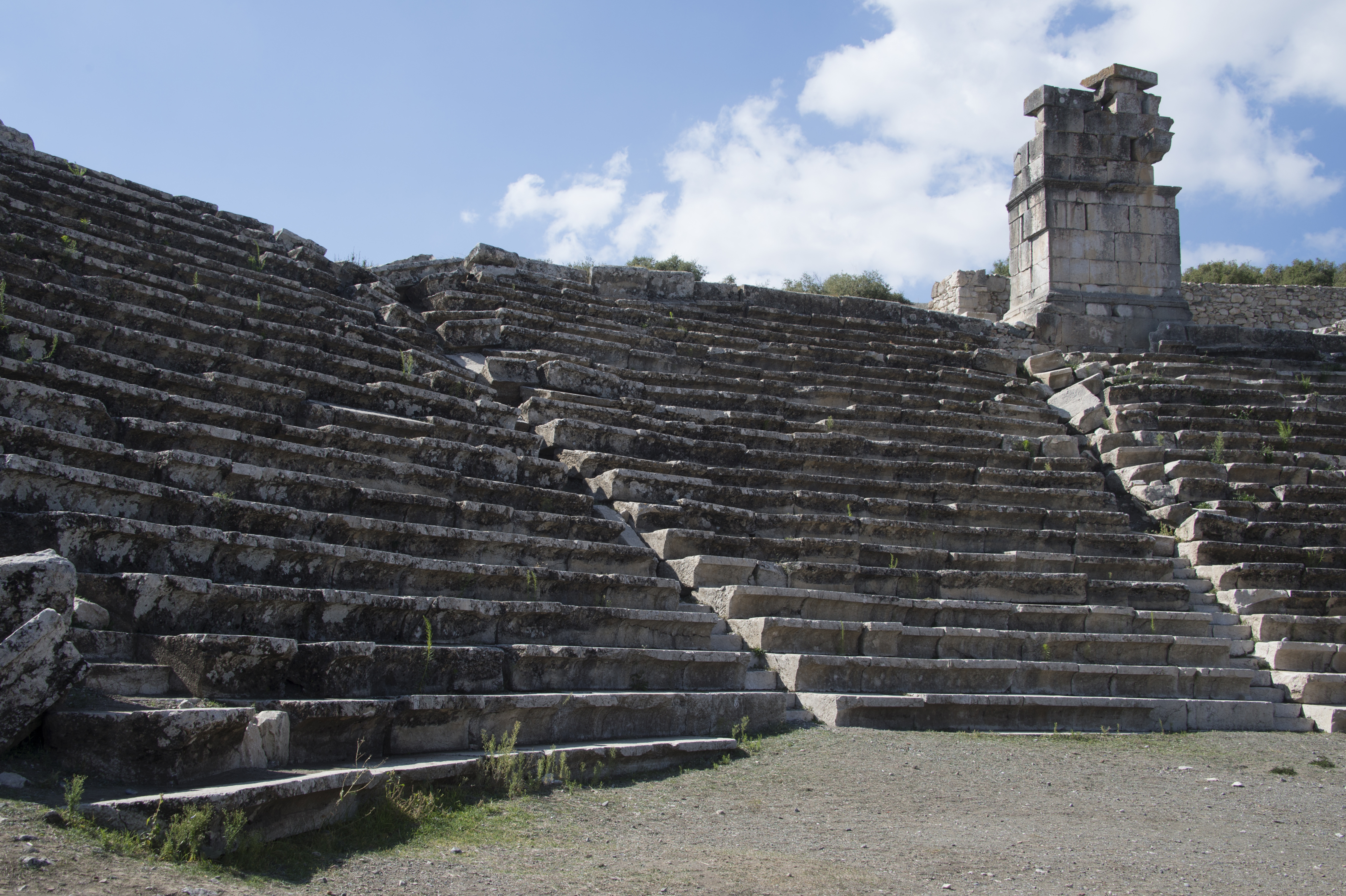
Stade.
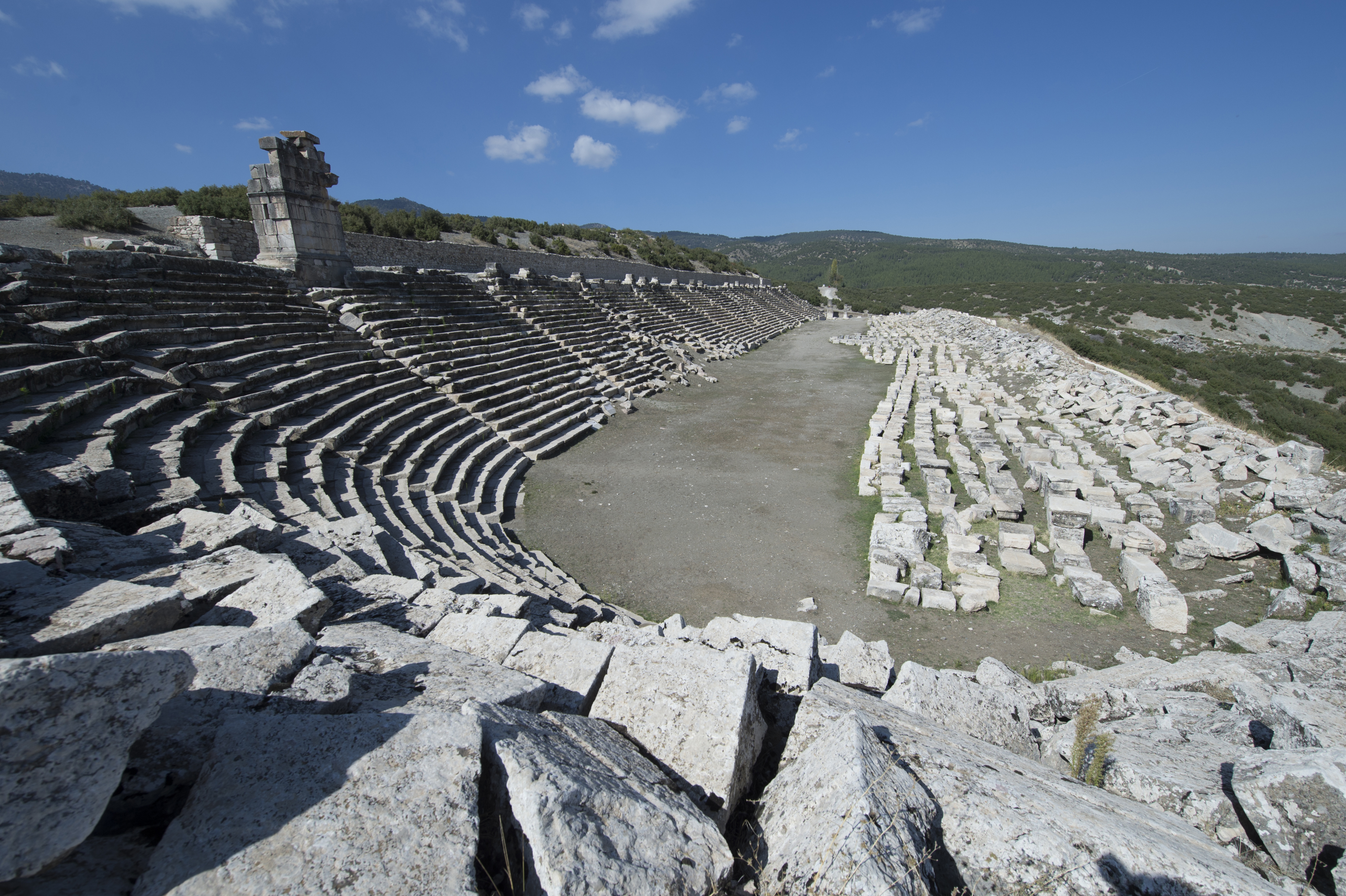
Demi-cercle du stade
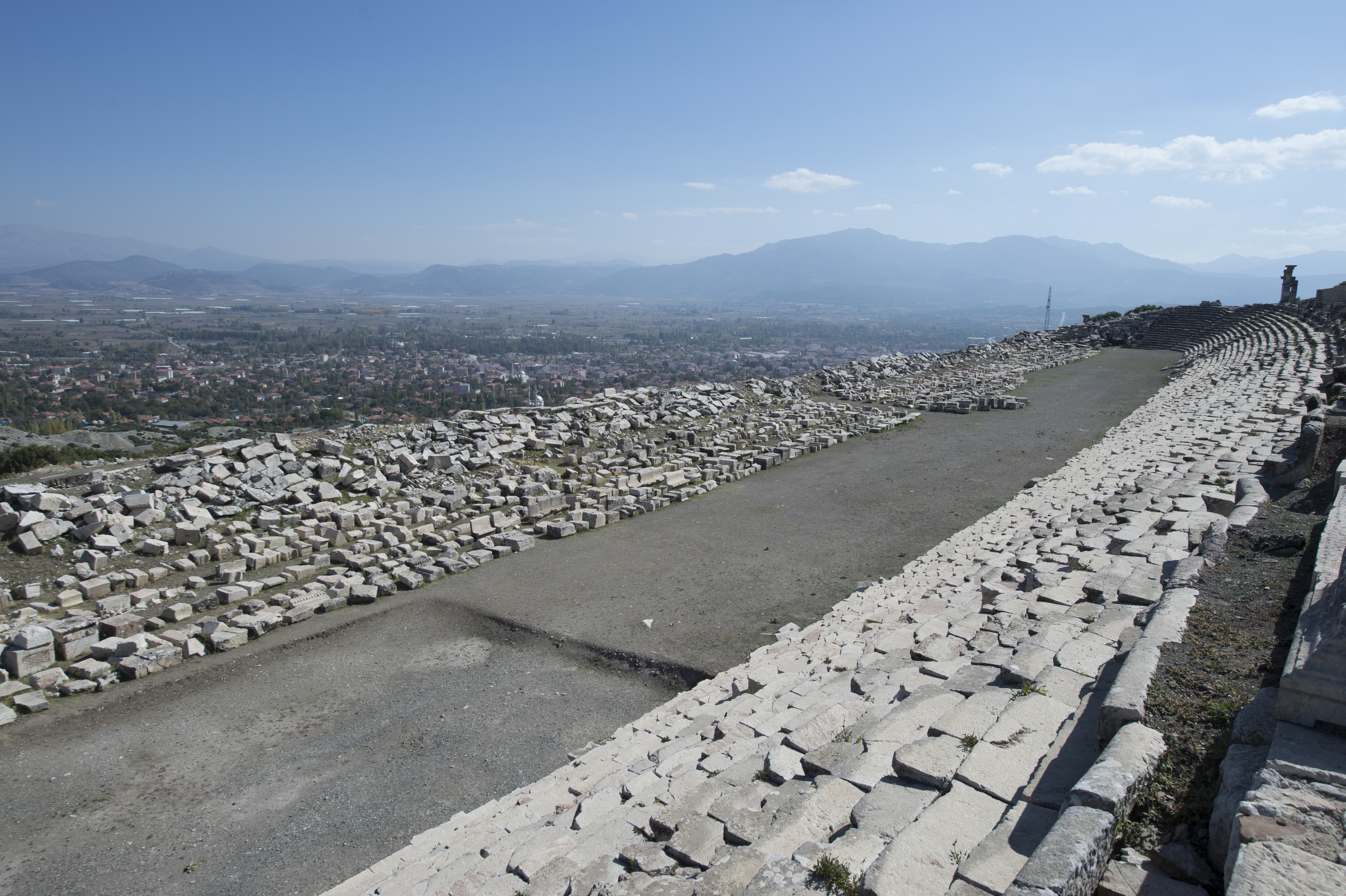
Stade vu de haut.

### Inscriptions
Les inscriptions épigraphiques trouvées sur le site sont colligées dans IK Kibyra, volume no 60 de la série Inschriften Griechischer Städte aus Kleinasien. Le corpus comte 448  inscriptions en grec ou en latin, allant du IIe siècle av. J.-C. jusqu'à l'antiquité tardive.

### Statues
En 2019, les archéologues ont découvert un buste du dieu gréco-égyptien Serapis et une statue d'Asclepios. Lors de la saison de fouilles de 2020, une autre statue d'Asclépios et un autre buste de Serapis ont été trouvés à Cibyra, datant du IIe siècle av. J.-C.

### Tombes
En 2021, 30 tombes ont été mises au jour dans une basilique. Selon les chercheurs, la plupart d'entre elles correspondent à des membres importants du clergé de la cité.

## Galerie de photos

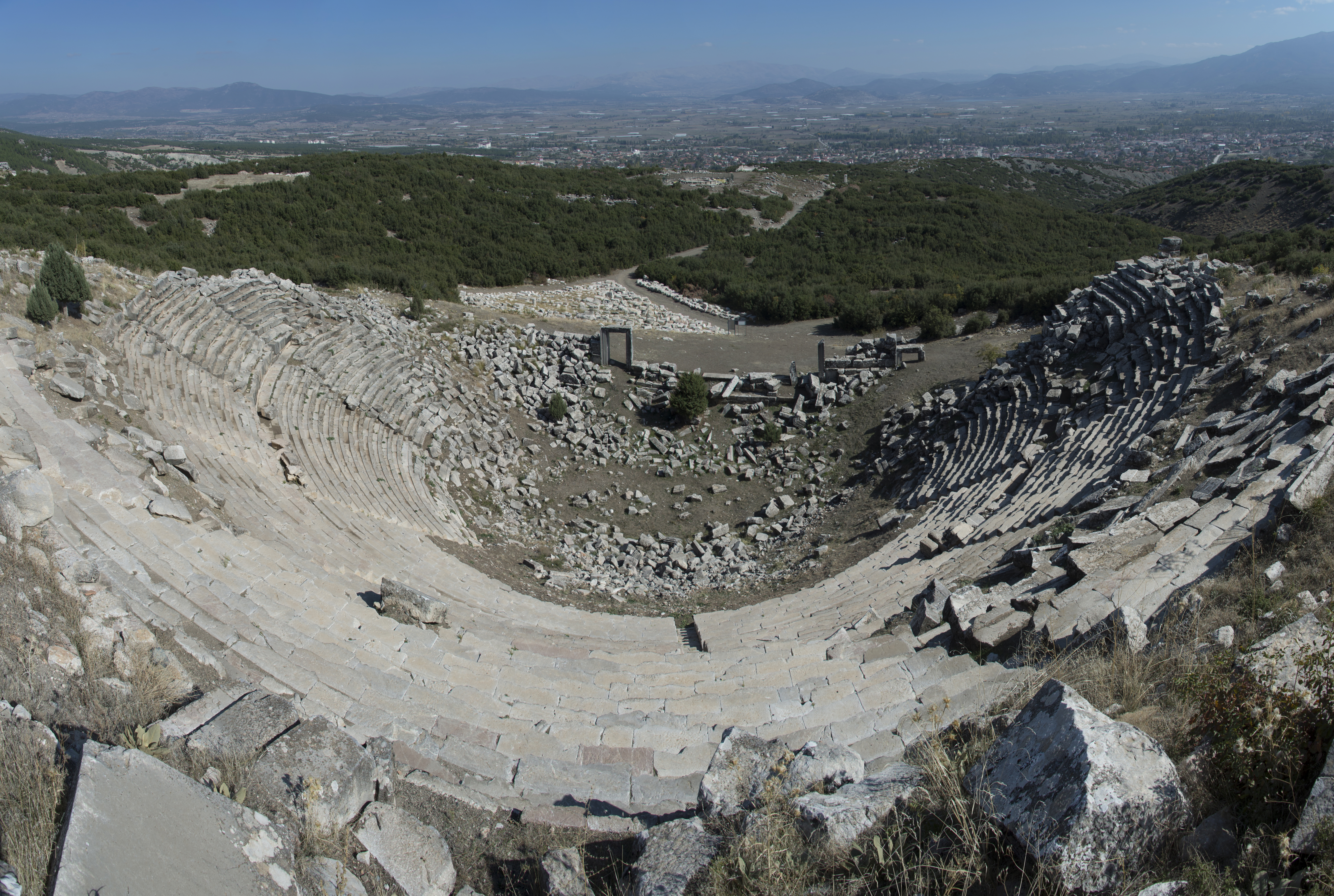
Théâtre vu du sommet.
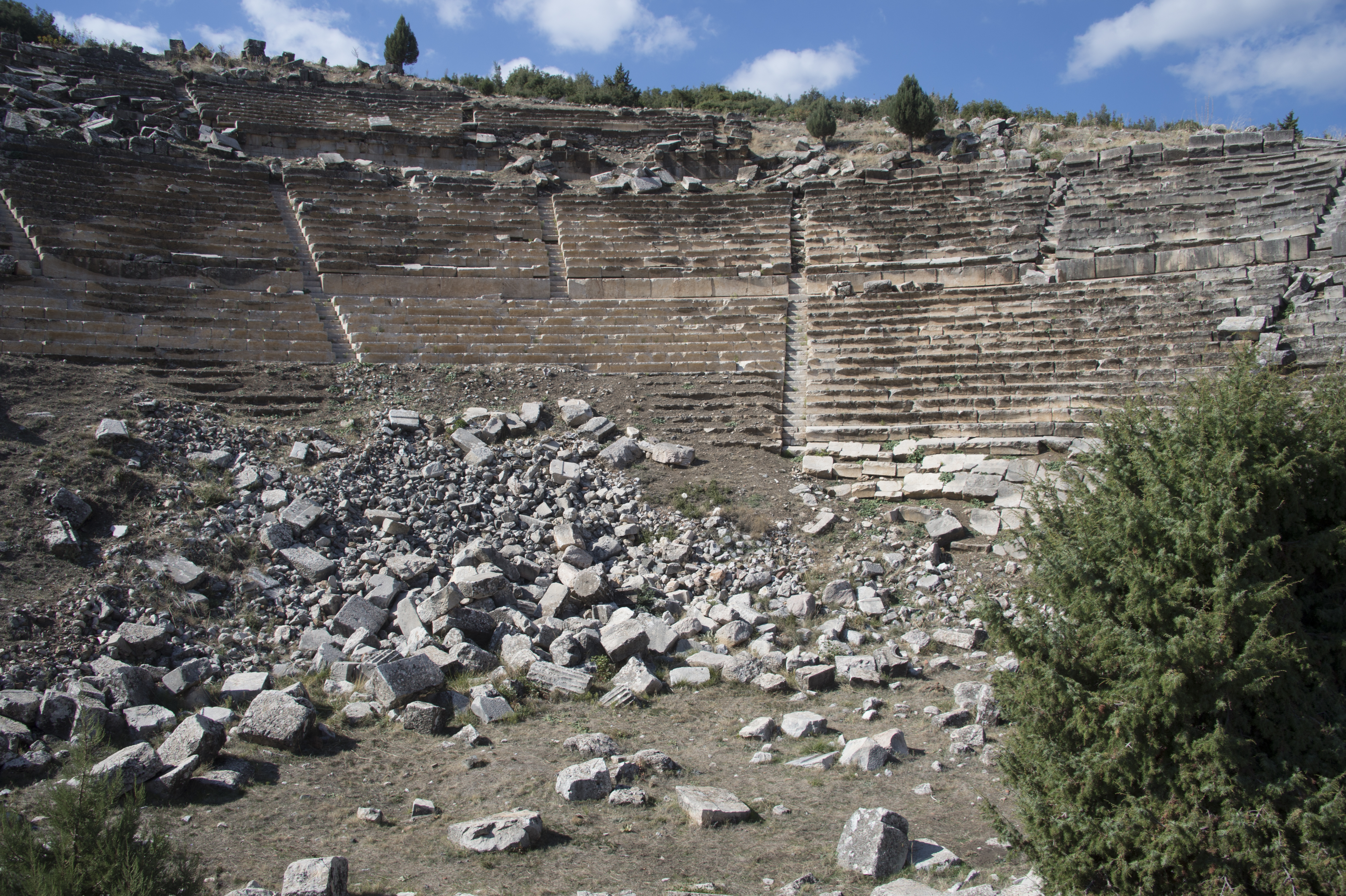
Théâtre vu depuis la scène.
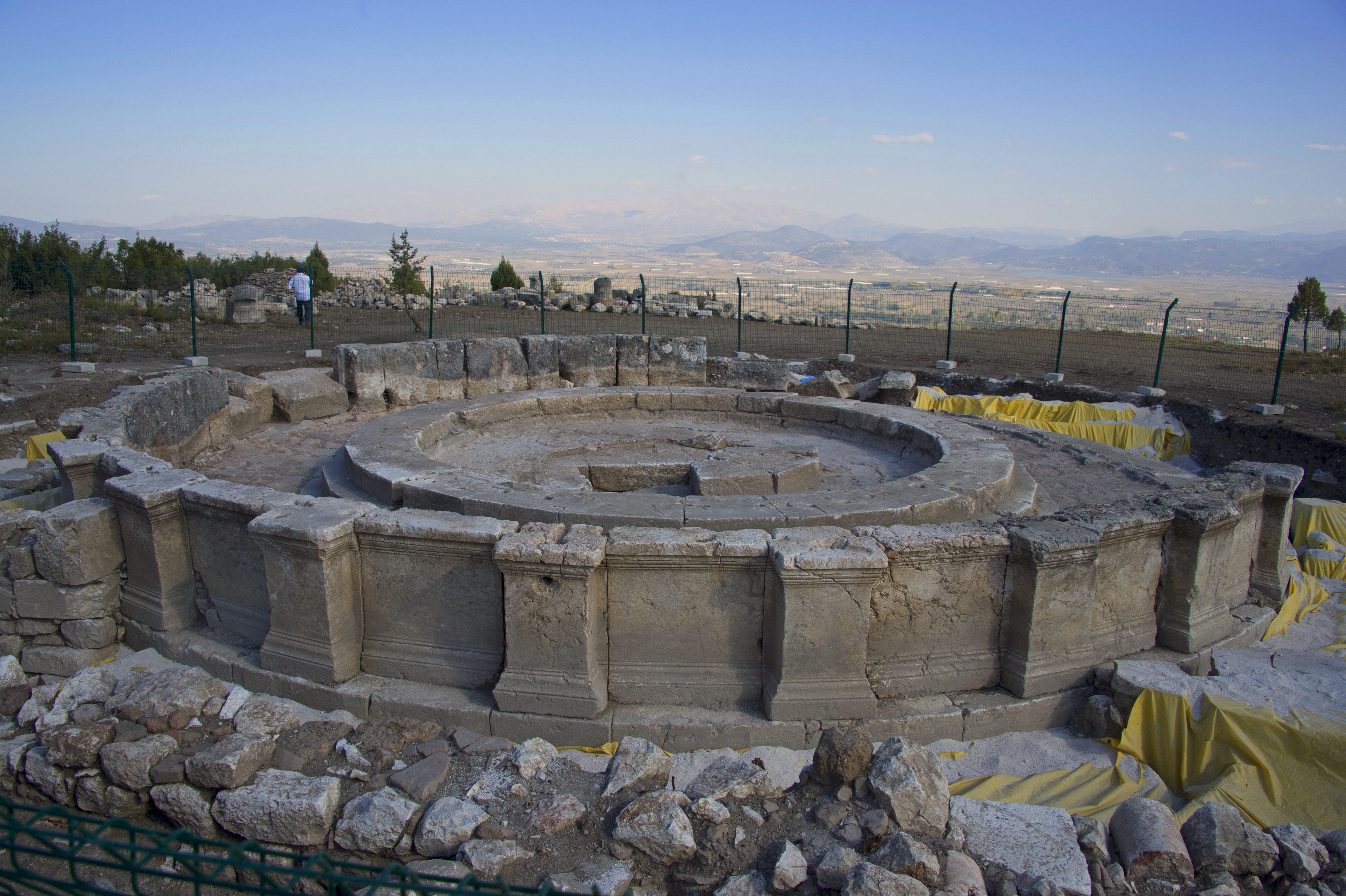
Temple à Cibyra.
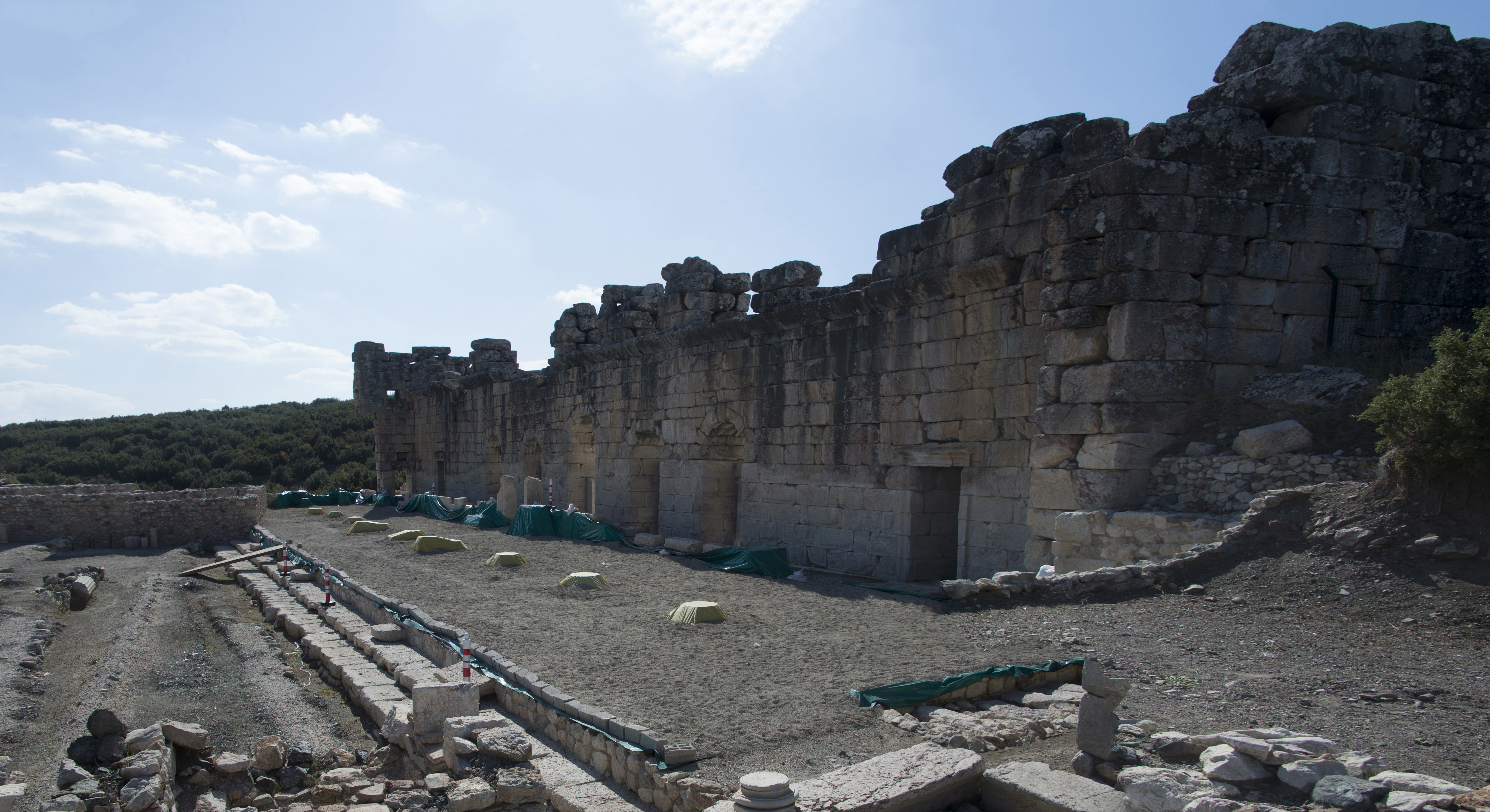
Odéon vu de l'extérieur.
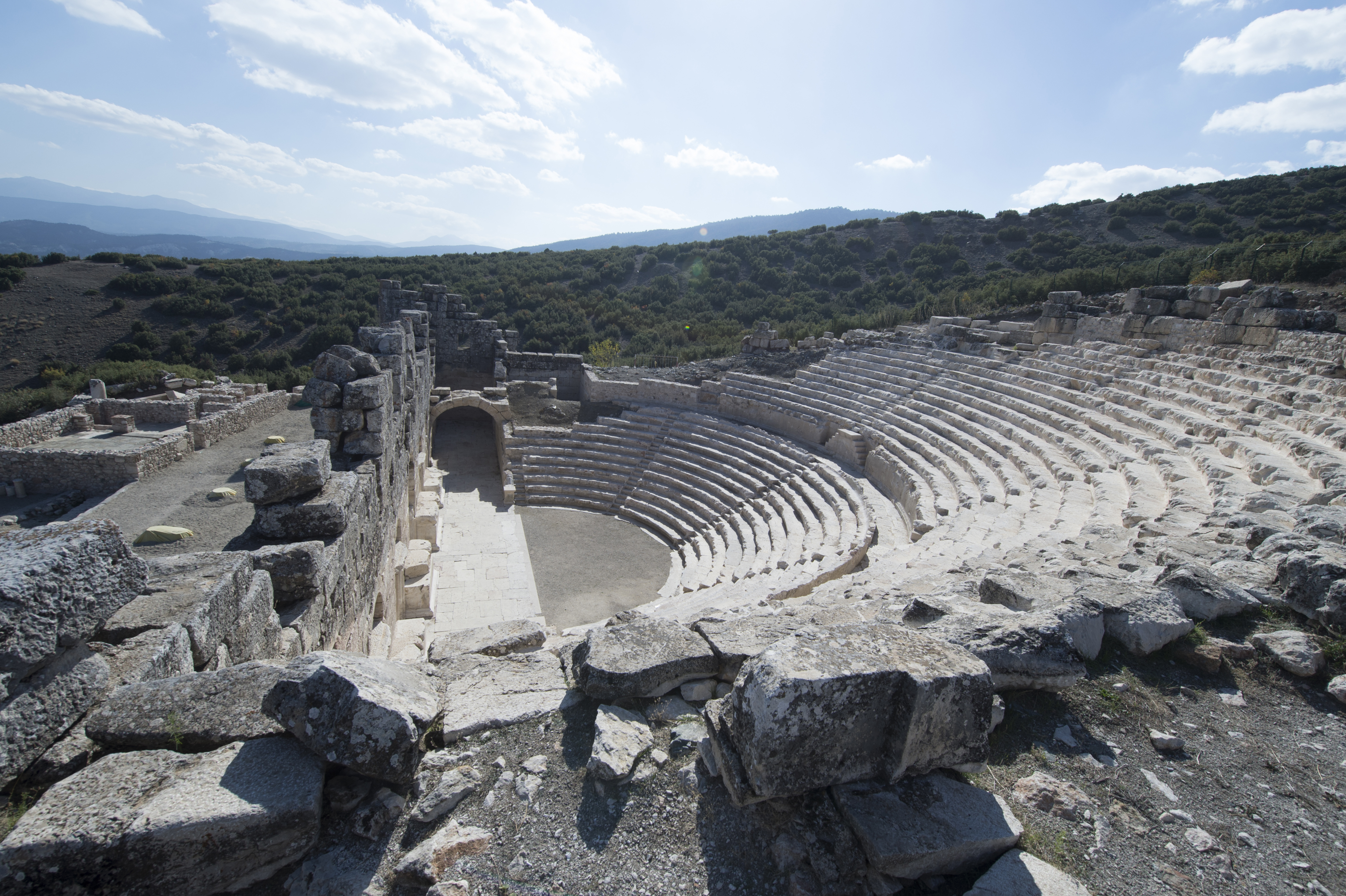
Intérieur de l'Odéon.
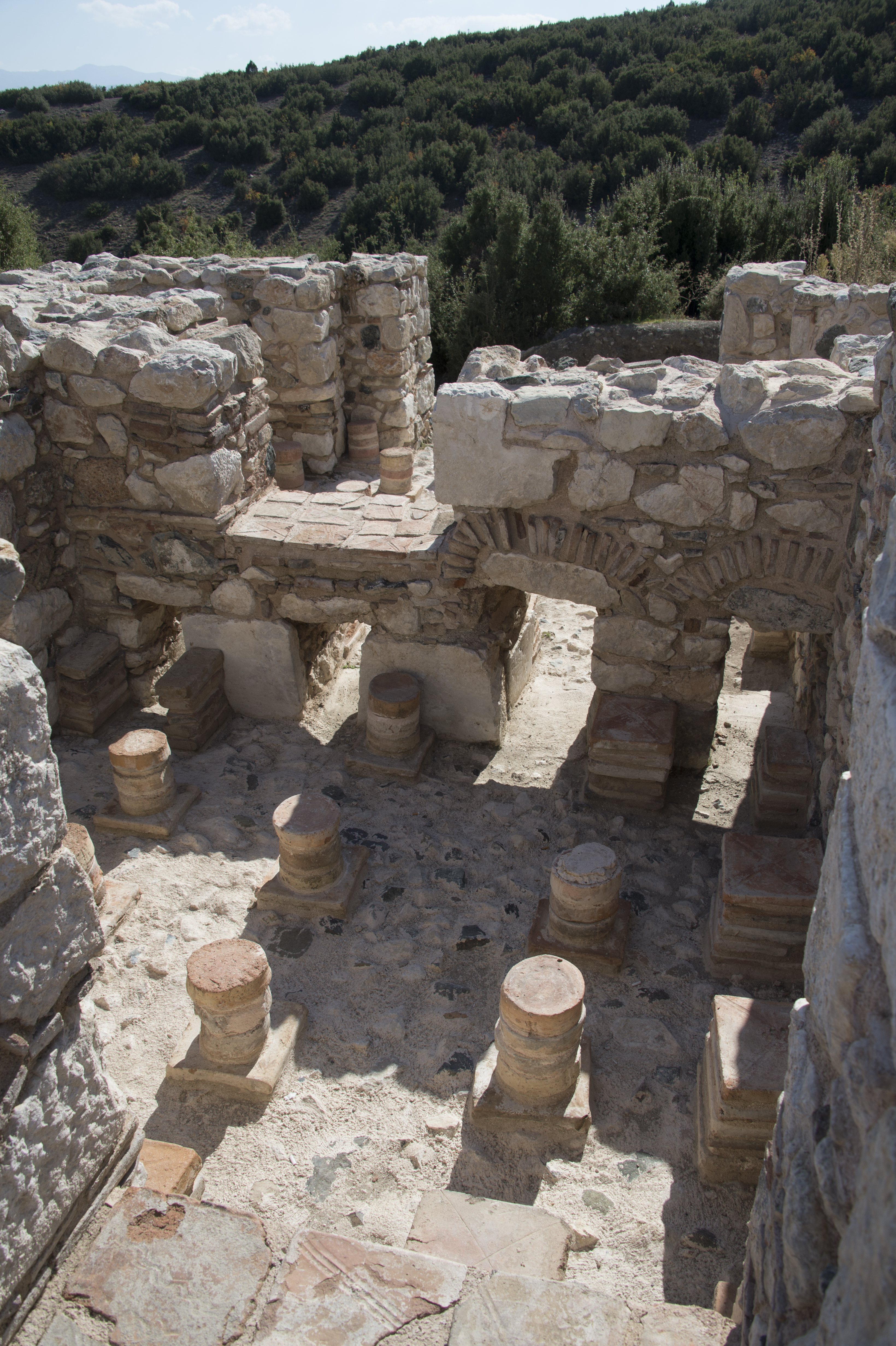
Odéon. Bain romain.
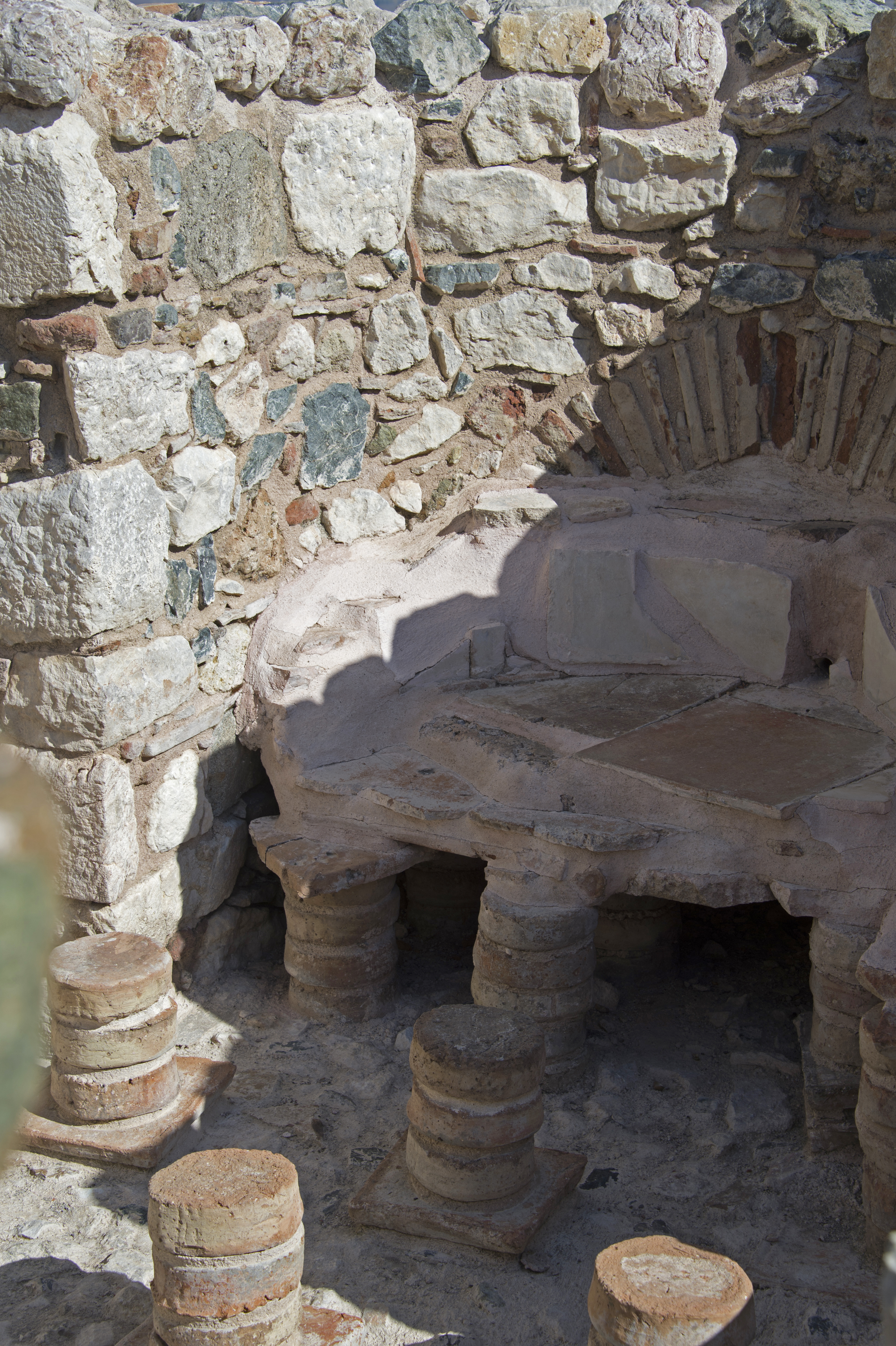
Odéon. Bain romain.
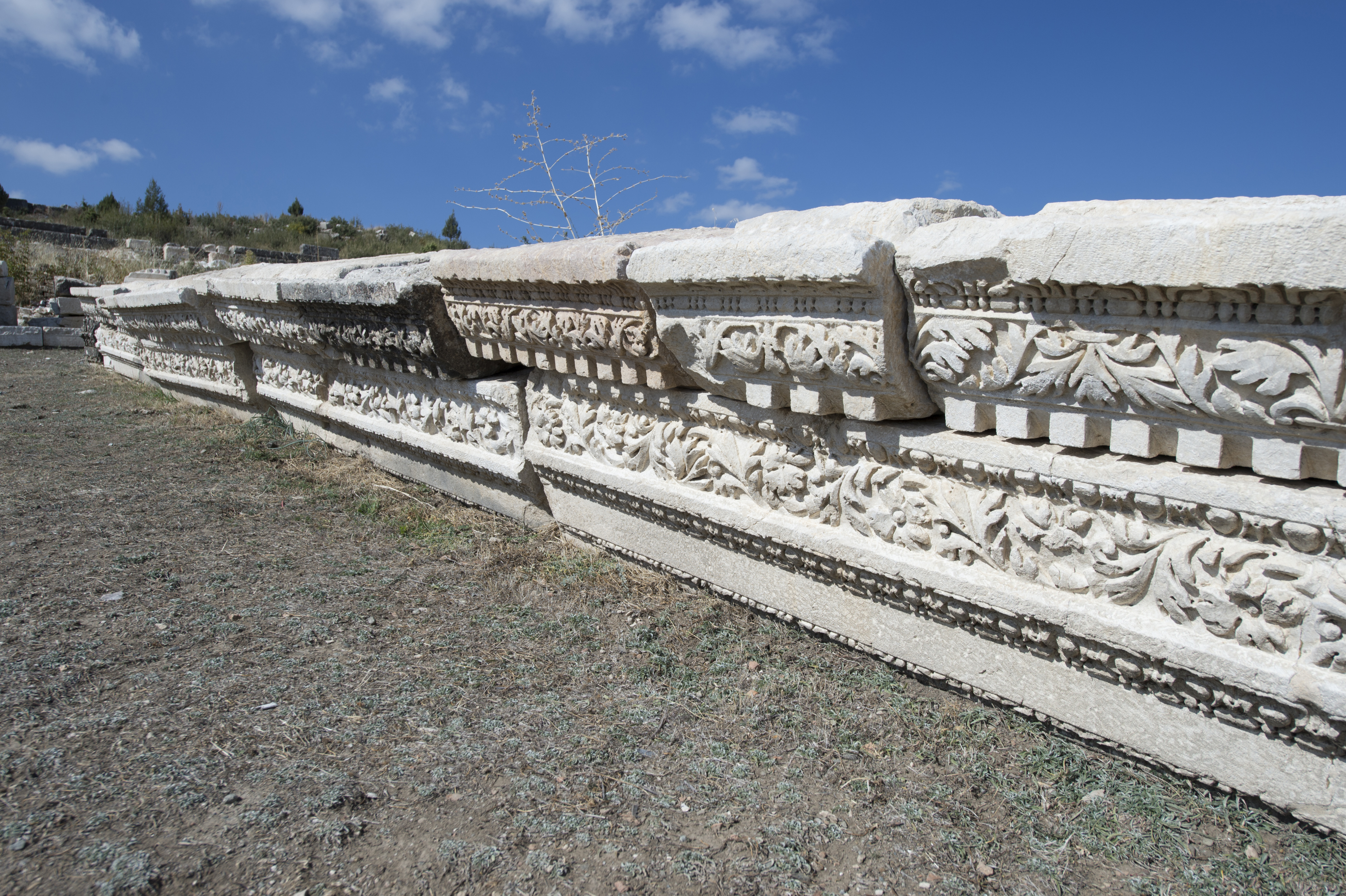
Frise de l'agora.
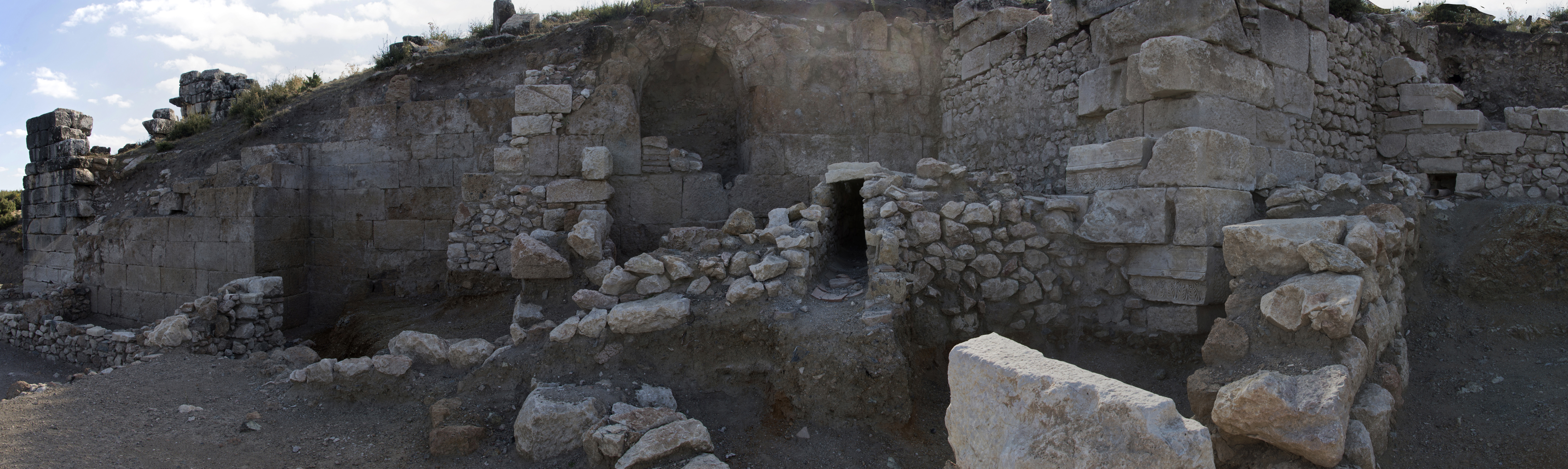
Bain romain de Cibyra.